# 賈斯汀·金 (商人)
賈斯汀·馬修·金，CBE（英語：Justin Matthew King，1961年5月17日—） 是一位英國商人，曾擔任連鎖超市森寶利母公司J·森寶利公共有限公司的執行長長達十年，在2014年7月卸任。
金任職過馬莎百貨的食品主管，並在阿斯達身兼要職。金也曾將哈根達斯冰淇淋引進至英國，且曾在百事可樂國際公司和瑪氏食品工作。

## 職業生涯

### 馬諾瑪魯西亞
金在2015年3月被任命為馬諾瑪魯西亞一級方程式賽車車隊的臨時主席。

## 個人生活
金居住於瓦立克郡皇家利明頓溫泉南方的哈伯里村。他在2008年3月出於環保理由，將他的瑪莎拉蒂Quattroporte換成凌志LS600h L。
金是英國童軍總會的大使。他在2007年獲得伯恩茅斯大學的名譽博士學位。
金在2011年4月出於「財務規劃目的」，將他在森寶利一半的股份分給他的妻子。他的妻子在三個月後便與他離婚，結束了長達21年的婚姻關係。
他們的兒子喬丹·金是一位賽車手，參賽於三級方程式賽車，也將在2015年出賽GP2系列賽。

### 腳註
1. 1 2  Cohen, Tamara. . Daily Mail (London). 2011-07-23  [2015-03-10]. （原始内容存档于2016-03-04）.
2. ↑  James Davey. . Reuters. 2014-01-29  [2015-03-10]. （原始内容存档于2015-10-01）.
3. ↑  . ABC News. 2015-03-05  [2015-03-05]. （原始内容存档于2016-03-26）.
4. ↑  Madslien, Jorn. . BBC News. 2008-03-16  [2010-05-07]. （原始内容存档于2009-03-26）.
5. ↑  . www.Scouts.org.uk. 2010  [2015-03-10]. （原始内容存档于2012-03-09）.
6. ↑  . Bournemouth University. 2007-11-22  [2015-03-10]. （原始内容存档于2016-03-04）.
7. ↑  Goodley, Simon. . The Guardian (London). 2011-04-04  [2015-03-10]. （原始内容存档于2012-09-02）.
8. ↑  2012-02-18, Anna. . Telegraph.co.uk (London: Telegraph Media Group). 2012-02-05  [2015-03-10]. （原始内容存档于2017-12-03）. Jordan King, son of J Sainsbury chief executive Justin
9. ↑  Pettit, Vince. . theCheckeredFlag.co.uk.   [2015-02-03]. （原始内容存档于2018-08-28）.

## 外部連結
- Sainsbury's Corporate Website
- Sainsbury's Supermarkets Homepage

### 新聞
- Profile: Sainsbury's chief Justin King, by Jorn Madslien, BBC News, January 4 2005 （页面存档备份，存于）
- Times article June 25 2006 （页面存档备份，存于）
- Spectator January 17 2007 article
- Lexus hybrid woos Sainsbury's chief, by Jorn Madslien, BBC News, March 18 2008 （页面存档备份，存于）

### 視頻片段
- Jenny Scott talks to him on HARDtalk in January 2007 （页面存档备份，存于）